# 닛산 세레나
닛산 세레나(Nissan Serena)는 닛산이 생산하는 미니밴이다. 차명인 세레나는 "유쾌한" 이라는 라틴어 serenus에서 유래하였다.

## 1세대
1991년부터 1999년까지 생산되었다.

## 2세대
1999년부터 2005년까지 생산되었다.

## 3세대
2005년부터 2010년까지 생산되었다.

## 4세대
2010년부터 생산되었다.

## 경쟁 차량
- 토요타 노아
- 마쓰다 비안테
- 미쓰비시 델리카
- 혼다 스텝 왜건